# Johannes Hansen (kateket)
 For alternative betydninger, se Johannes Hansen. (Se også artikler, som begynder med Johannes Hansen)
Johannes „Hansêraĸ“ Christian Hansen (født 4. april 1837 i Qaqortoq; død 18. juni 1911 i Alluitsup Paa) var en grønlandsk kateket og ekspeditiondeltager.

## Liv
Johannes Hansen var søn af den danske snedker Hans Jacob Hansen og hans hustru Juditha Andersen.Han var onkel til Henrik Lund (1875-1948) og til Johan „Ujuât“ Christian August Petersen (1867-1960) og efterkommer af Anders Olsen. I 1858, efter at have afsluttet sin uddannelse ved Grønlands Seminarium, som 21-årig, blev han kateket i Alluitsup Paa. Han blev senere overkateket og arbejdede i bygden hele sit liv indtil sin død.
Han var bådstyrer og tolk på Konebådsekspeditionen til Østgrønland 1884-1885. På ekspeditionen lavede han en liste over hele befolkningen på Grønlands østkyst og nedskrev oplysninger om deres dialekt, ligesom han udnyttede lejligheden til at missionere kristendom for den lokale befolkning.
Den 11. august 1861 giftede han sig med Ellen Dorthe Magdalene Isaksen i Qaqortoq. Han giftede sig senere med enken Kathrine. Fra hans første ægteskab kom blandt andet sønnen Gerhardt Hansen (de) (1865–?), der ligesom dennes søn Sophus Hansen (de) (1904–?) sad i Grønlands Landsråd.